# Ante Brkan
Ante Brkan (Veliki Jadrč, 9. rujna 1918. − Zadar, 25. veljače 2004.),  jedan od najvećih hrvatskih majstora umjetničke fotografije. Počeo je izlagati godine 1937., a radio je i kao fotoizvjestitelj u zadarskim tiskovinama. Svojom fotografijom pratio je stradanje Zadra u II. svjetskom ratu i njegovu poslijeratnu izgradnju te se smatra tvorcem zadarske škole fotografije. Od godine 1954. izlaže i s bratom Zvonimirom, također fotografom, s kojim je zajedno objavio dvije knjige fotografija - "Fotografije" (1956.) i "Braća Brkan" (1979.).
Utemeljitelj poznate zadarske izložbe fotografija "Čovjek i more".
O životu i umjetničkom radu Ante i Zvonimira Brkana godine 1996. Vlado Zrnić snimio je tridesetminutni dokumentarni film pod naslovom "Ulični događaj braće Brkan". Film je snimljen u koprodukciji Hrvatske televizije i zadarskog Narodnog muzeja.

## Nagrade
Dobitnik je mnogih međunarodnih priznanja za fotografiju.